# Kosta Koufos
Konstantin Demetrios « Kosta » Koufos (en grec Κώστας Κουφός, né le 24 février 1989 à Canton, Ohio) est un basketteur professionnel ayant la double nationalité grecque et américaine. Il évolue au poste de pivot.

## Biographie

### Carrière universitaire
Kosta Koufos, né dans l'Ohio, effectue son lycée à GlenOak High School. Lors de sa première année dans l'école, il termine dans la deuxième équipe du pays, Second-Team All-State. L'année suivante, il figure dans la First-Team All-State.
À l'Université de l'État de l'Ohio, il succède au poste de pivot à Greg Oden en 2007-2008, qui vient d'être sélectionné en première position de la draft 2007. Pour sa première saison en NCAA, il présente des statistiques de 14,4 points, 6,7 rebonds et 0,5 passe en 27 minutes 1. Les Buckeyes, non qualifiés pour le tournoi final de la NCAA, disputent le National Invitation Tournament. Ils remportent ce tournoi en battant en finale Massachusetts par 92 à 89. Kosta Koufos est désigné Most Outstanding Player (MOP), meilleur joueur du tournoi. Il décide de s'inscrire à la draft, tout en prenant la précaution de ne pas prendre d'agent afin de conserver son éligibilité pour la saison suivante de NCAA. Peu après, il prend finalement un agent, décidant de rejoindre le championnat grec si la draft ne répond pas à ses attentes.

### Carrière professionnelle
Il est finalement retenu en 23e position par le Jazz de l'Utah.
Lors de sa première saison en NBA, il dispute 47 rencontres, dont 7 en tant que titulaire, et présente des statistiques de 4,7 points, 2,9 rebonds, 0,4 passe et 0,6 contre. Il est toutefois envoyé en NBA Development League chez le Flame de la Floride mais est rappelé peu après en raison de la blessure de Mehmet Okur. Sa saison suivante débute par l'annonce par la franchise du Jazz d'utiliser son option pour signer une troisième année de contrat. Il dispute 36 rencontres, avec 1,5 point, 1,3 rebond, 0,2 passe et 0,1 contre. Lors de cette saison, il fait de nouveau un passage avec Florida Flame.
En juillet 2010, il rejoint la franchise des Timberwolves du Minnesota : Al Jefferson rejoint le Jazz contre le pivot grec et deux premiers tours de draft. Avec sa nouvelle équipe, il inscrit 2,7 points, capte 2,5, délivre 0,2 passe et réussit 0,5 contre.
Le 22 février 2011, il est envoyé aux Nuggets de Denver dans le cadre du transfert de Carmelo Anthony. Il y termine la saison avec des statistiques de 4,5 points, 3,0 rebonds et 0,5 contre.
Le 5 juillet 2015, il signe un contrat de quatre ans et 33 millions de dollars avec les Kings de Sacramento.
Le 19 juillet 2019, il signe un contrat de deux saisons et 3 millions de dollars par an avec le club russe du CSKA Moscou, mais en mai 2020, il est licencié par le CSKA.
En février 2021, Koufos s'engage avec l'Olympiakós jusqu'à la fin de la saison en cours. Il pallie l'absence sur blessure d'Hassan Martin (en).

### Sélection nationale
Avec les équipes nationales de Grèce, il dispute le Championnat d'Europe des 18 ans et moins de 2007. Il termine meilleur marqueur, 26,5 points, rebondeur - 13 - et contreur - 3,5 - de la compétition, ajoutant également 0,4 passe. Il termine MVP de la compétition mais doit se contenter de la médaille d'argent après une défaite 92 à 89 face à la Serbie dont le meilleur joueur est Milan Mačvan. Ces deux joueurs dominent la partie, Mačvan inscrivant 32 points et captant 14 rebonds tandis que Kosta Koufos réalise 33 points et 13 rebonds.
En 2009, il rejoint la sélection grecque avec laquelle il dispute sa première compétition internationale chez les séniors. Ses statistiques sont de 5,6 points, 3,0 rebonds lors du Championnat d'Europe 2009 en Pologne. Il est principalement utilisé en début de compétition, réalisant ses meilleures performances lors du deuxième match - 10 points, 2 rebonds en 13 minutes contre la Croatie puis 4 points, 8 rebonds et 2 contres en 20 minutes lors du troisième match contre Israël. La Grèce remporte la médaille de bronze face à la Slovénie grâce à une victoire 57 à 56, rencontre où Koufos reste sur le banc.

## Records personnels sur une rencontre NBA
Les records personnels de Kosta Koufos, officiellement recensés par la NBA sont les suivants :
| Type de statistique        | Saison régulière | Saison régulière         | Saison régulière | Playoffs | Playoffs                  | Playoffs      |
| Type de statistique        | Record           | Adversaire               | Date             | Record   | Adversaire                | Date          |
| -------------------------- | ---------------- | ------------------------ | ---------------- | -------- | ------------------------- | ------------- |
| Points                     | 22               | @ Suns de Phoenix        | 11 mars 2013     | 6        | 4 fois                    |               |
| Paniers marqués            | 10               | 2 fois                   |                  | 3        | 2 fois                    |               |
| Paniers tentés             | 17               | Cavaliers de Cleveland   | 11 janvier 2013  | 7        | Warriors de Golden State  | 20 avril 2013 |
| Paniers à 3 points réussis |                  |                          |                  | 1        | Warriors de Golden State  | 2 mai 2013    |
| Paniers à 3 points tentés  | 1                | 3 fois                   |                  | 1        | Warriors de Golden State  | 2 mai 2013    |
| Lancers francs réussis     | 7                | Clippers de Los Angeles  | 5 décembre 2013  | 2        | 4 fois                    |               |
| Lancers francs tentés      | 9                | Clippers de Los Angeles  | 5 décembre 2013  | 2        | 5 fois                    |               |
| Rebonds offensifs          | 9                | Warriors de Golden State | 7 décembre 2013  | 3        | @ Thunder d'Oklahoma City | 3 mai 2014    |
| Rebonds défensifs          | 11               | 2 fois                   |                  | 5        | Warriors de Golden State  | 20 avril 2013 |
| Rebonds totaux             | 16               | 2 fois                   |                  | 7        | Warriors de Golden State  | 20 avril 2013 |
| Passes décisives           | 6                | Nets de Brooklyn         | 1er mars 2018    | 2        | Thunder d'Oklahoma City   | 1er mai 2014  |
| Interceptions              | 5                | Suns de Phoenix          | 14 février 2012  | 1        | 5 fois                    |               |
| Contres                    | 5                | 4 fois                   |                  | 1        | 9 fois                    |               |
| Balles perdues             | 5                | Kings de Sacramento      | 4 janvier 2012   | 1        | 10 fois                   |               |
| Minutes jouées             | 40               | Nets de Brooklyn         | 30 novembre 2013 | 26       | Warriors de Golden State  | 20 avril 2013 |

- Double-double : 13 (au 29/12/2014)
- Triple-double : aucun.